# Renée Franke
Pour les articles homonymes, voir Franke.
Renée Franke, de son vrai nom Gisela Beyer (née le 4 mai 1928 à Hambourg, morte le 9 novembre 2011 à Munich) est une chanteuse allemande.

## Biographie
Gisela Beyer travaille d'abord comme téléphoniste au bureau de Hambourg, puis comme superviseure du standard téléphonique du gouvernement militaire britannique. Elle participe à l'audition dans le studio du British Forces Network (BFN) des soldats britanniques. Puis Benny de Weille lui donne un contrat d'enregistrement avec Polydor et Gisela Beyer prend le nom de scène Renée Franke.
En 1950, elle fait une adaptation de C’est si bon avec les Cyprys. L'artiste chante en duo avec Heinz Erhardt et en particulier Detlev Lais, dont la chanson Eine weiße Hochzeitskutsche (1952) est un grand succès. En 1954, elle est actrice dans le film Das Fräulein vom Amt et chante dans quelques autres, en étant la voix de Gardy Granass ou Johanna Matz. Le 25 février 1961, elle présente la chanson Napolitano pour représenter l'Allemagne au Concours Eurovision mais n'est pas retenue.
En 1962, elle reçoit une offre de la NDR pour la diffusion quotidienne Hallo Nachbarn, où elle se voit confier les « actualités chantantes ». Il y participe pendant quatre ans et peut faire souvent des tournées nationales. Après des apparitions au théâtre de variété Lindenhof à Zwickau en 1960, elle devient radioamateur, obtient la licence et est active sur des ondes courtes. Invitée vedette de la DARC, elle est présente en 1961 à l'Internationale Funkausstellung Berlin. En 1965, elle anime une émission sur cette passion. Dans la seconde moitié des années 1960, elle rend sa licence de radioamateur.
Au milieu des années 1960, la Bayerischer Rundfunk lui propose d'être animatrice radio. Elle est présente de 1966 à 1993 avec Rendezvous um Mitternacht et en alternance avec d'autres présentateurs sur Bayern 1 sur d'autres émissions. Dans l'ensemble, elle a animé environ 1 400 émissions pour la Bayerischer Rundfunk.

## Source de la traduction
- (de) Cet article est partiellement ou en totalité issu de l’article de Wikipédia en allemand intitulé « Renée Franke » (voir la liste des auteurs).